# Батанина, Ия Михайловна
Ия Михайловна Батанина (18 июля 1933, Венгерово — 2011) — советский и российский инженер-геолог, специалист по аэрофотодешифрированию, энциклопедист. Известна как человек, вместе с Н. В. Левит, открывшая «Страну городов» и сам Аркаим. В 2007 году вышла монография Г. Б. Здановича и И. М. Батаниной "Аркаим — «страна городов». Автор статей в энциклопедии «Челябинская область». Является одним из авторов и инициаторов создания «Археологического атласа Челябинской области».
И. М. Батанина и Н. В. Левит зимой 1986/1987 г. удалось локализовать в степях Южного Зауралья около 20 ранее неизвестных науке укрепленных поселений бронзового века, что стало одним из выдающихся достижений отечественной археологии второй половины XX в. И. М. Батанина в составе коллектива археологов ЧелГУ приняла активное участие в исследовании археологических памятников Южного Урала на рубеже III—II тыс. до н. э. и введении в научный оборот.

## Биография
Окончила геологический факультет УрГУ (1956). По окончании вуза в 1956—58 годах геолог на Горном Алтае, Кузнецком Алатау и Восточном Танну-Ула. После в течение 30 лет, в 1959—89 годах, работала в составе Челябинской геологоразведочной экспедиции. После открытия Аркаима, с 1990 научный сотрудник лаборатории археологических исследований ЧелГУ, затем работала при центре «Аркаим».

## Семья
Из семьи сельских учителей.
Сыновья — Сергей, Михаил, профессор в Маквори-университете (Macquarie University; Сидней, Австралия); автор статей, заложивших новое направление в математике.
Внучка — Наталья, заведующая отделом археологии, этнографии, современной и исторической экологии учебно-научного центра изучения проблем природы и человека Челябинского государственного университета

## Сочинения
- Батанина И. М. Журумбай // Челябинская область. Энциклопедия: в 6 т. Т. 2 / гл. ред.
- К. Н. Бочкарев. — Челябинск: Каменный пояс, 2004. — С. 339—340.
- Батанина И. М. Коноплянка // Челябинская область. Энциклопедия / гл. ред. К. Н. Бочкарев. Т. 3. — Челябинск: Каменный пояс, 2004. — С. 344.
- Батанина И. М. Страна городов с птичьего полета / Хроника. — 1995. — 25 мая.
- Батанина И. М., Епимахов А. В. Каменный Амбар // Челябинская область. Энциклопедия: в 6 т. Т. 3 / гл. ред. К. Н. Бочкарев.— Челябинск: Каменный пояс, 2004. — С. 54.
- Батанина И. М., Зданович Д. Г. Исиней // Челябинская область. Энциклопедия: в 6 т. Т. 2 / гл. ред. К. Н. Бочкарев. — Челябинск: Каменный пояс, 2004. — С. 615.
- Батанина И. М., Иванова Н. О. Археологическая карта заповедника Аркаим //Аркаим. Исследования. Поиски. Открытия. — Челябинск: Каменный пояс, 1995. —С. 159—195.
- Зданович Г. Б., Батанина И. М. «Страна городов» — укрепленные поселения эпохи бронзы XVIII—ХVII вв. до н. э. на Южном Урале // Аркаим. Исследования. Поиски. Открытия. — Челябинск : Каменный пояс, 1995. — С. 54—62.
- Зданович Г. Б., Батанина И. М. Аркаим — Страна городов : Пространство и образы (Аркаим : горизонты исследований). — Челябинск : Изд-во Крокус; Юж.-Урал. кн. изд-во, 2007. — 260 с.: ил.